# Gertrud Spitta

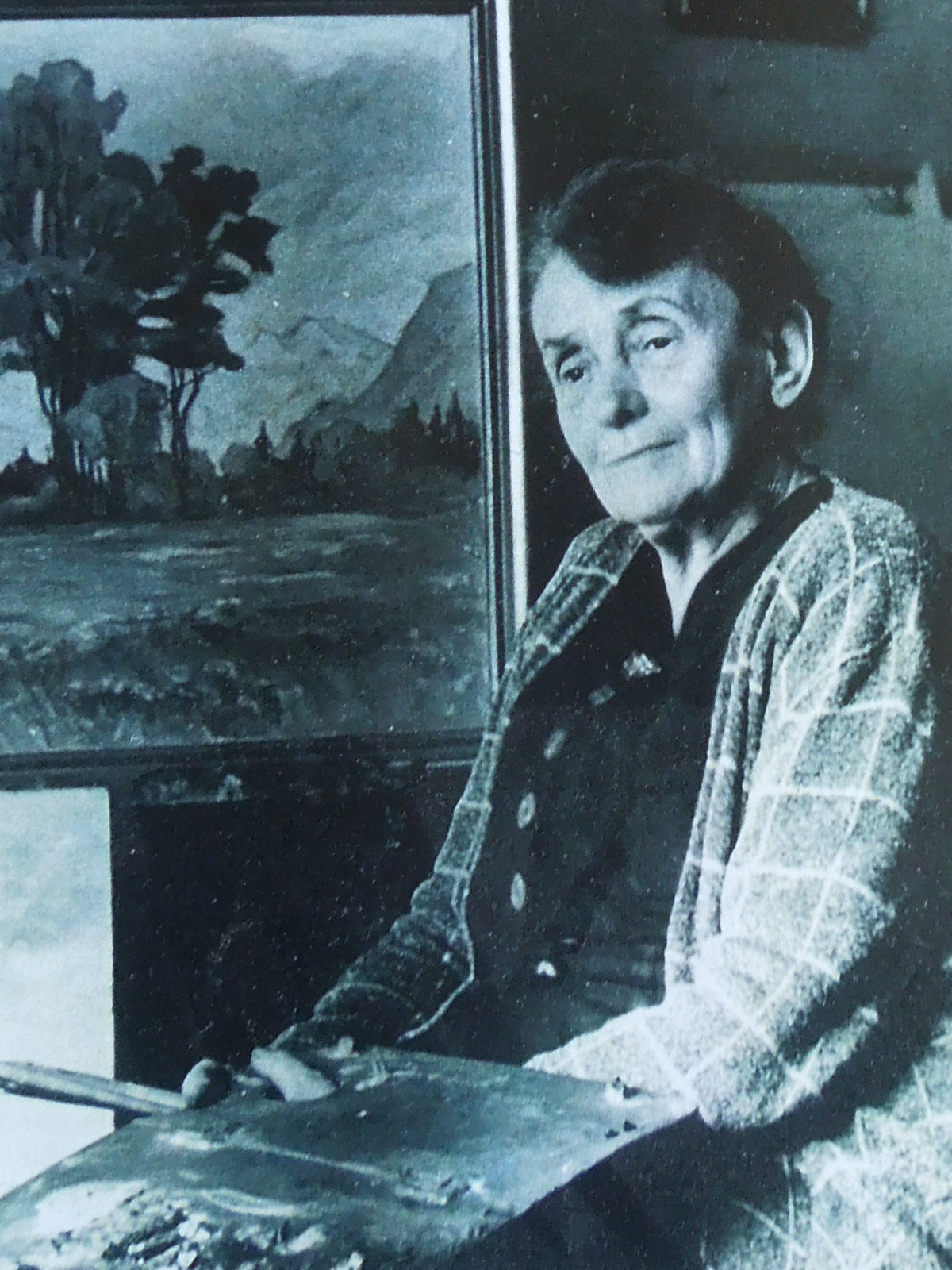
Gertrud Spitta, etwa 1950

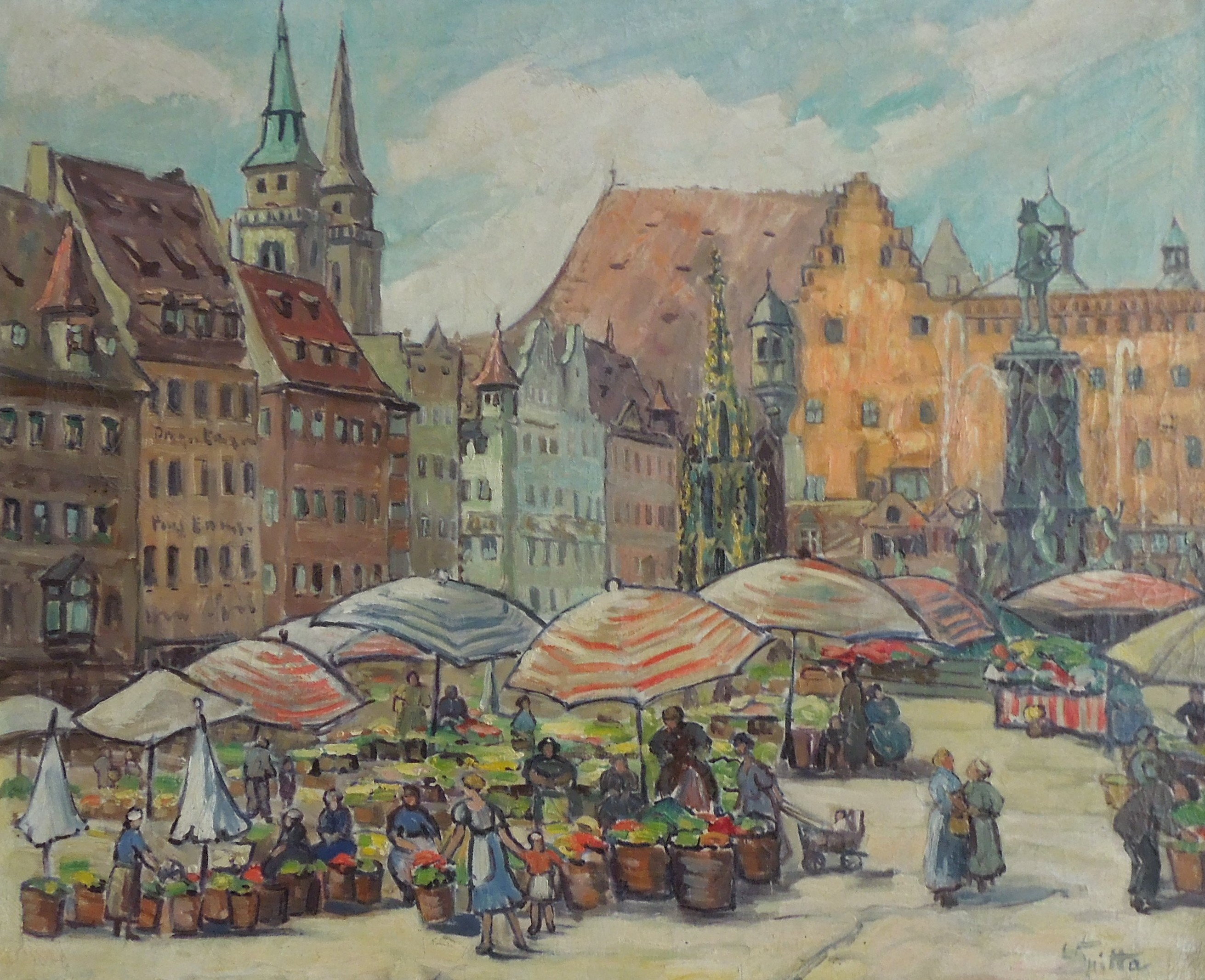
Marktplatz Nürnberg

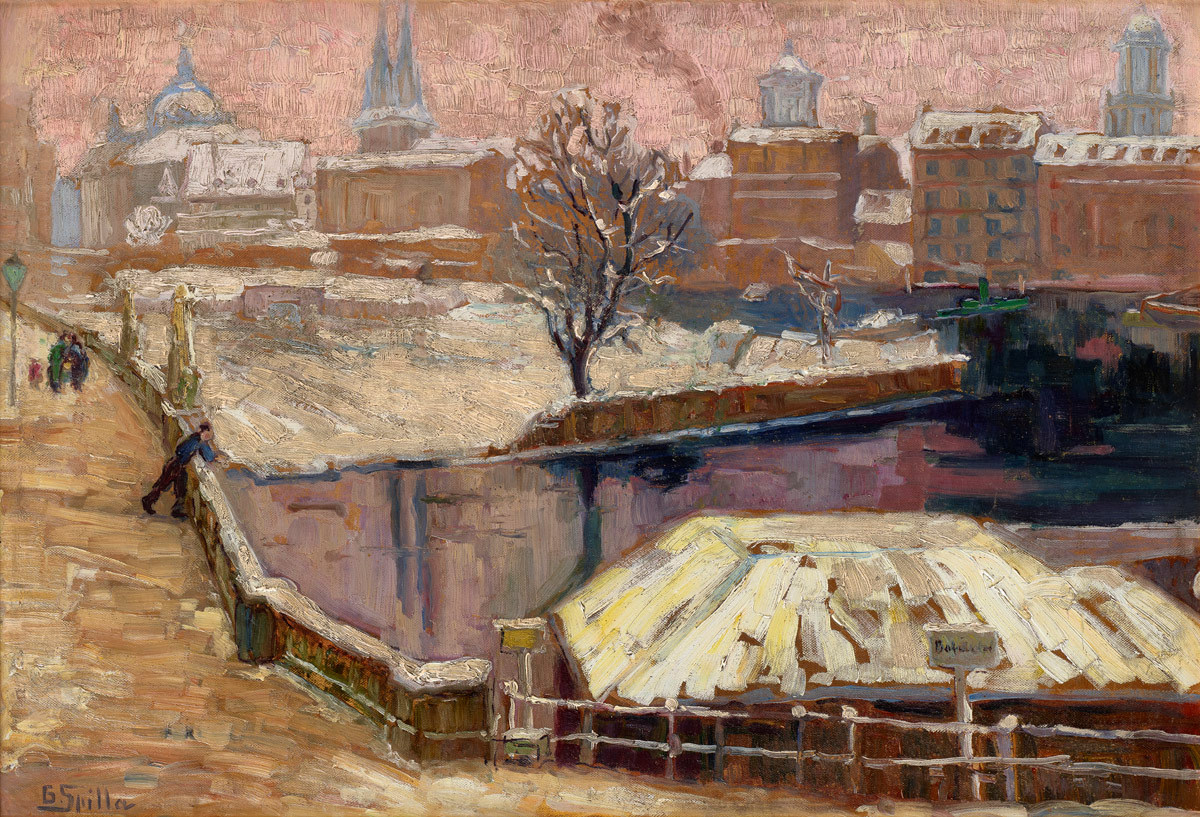
Fischerbrücke Berlin

Gertrud Spitta (* 12. Januar 1881 in Berlin als Gertrud Agnes Luise Hildegard Spitta; † 12. Oktober 1967 in Stuttgart)  war eine deutsche Malerin und Grafikerin.

## Werdegang
Die Tochter des Geheimen Oberbaurats Max Spitta und seiner Ehefrau Hildegard geb. Passow (1859–1933) ließ sich bei Hans Licht, Ernst Kolbe, Otto Günther-Naumburg, Carl Kayser-Eichberg in Berlin und bei Moritz Heymann in München ausbilden. Zusätzlich studierte sie an der Zeichen- und Malschule des Vereins der Berliner Künstlerinnen bei Aenny Loewenstein. Von 1913 bis 1942 war sie Vereinsmitglied.
Von 1916 bis 1938 ist sie als Mitglied im Lyceum-Club Berlin nachweisbar.
Ab 1906 war sie als freischaffende Künstlerin in Berlin tätig, sie spezialisierte sich auf die Freilichtmalerei. Ihre Landschaften und Stadtansichten zeichnen sich durch eine ausgesuchte Farbigkeit und expressive Strichführung aus, die im natürlichen Licht besonders hervorstechen.
Die Malerin unternahm Studienreisen nach Italien und nach Holland, wo sie 1926/27 Parkstudien auf dem Anwesen des exilierten Kaisers Wilhelm II. in Doorn betrieb.
Am 15. Februar 1944 fielen ihr Besitz und ihr Œuvre dem Bombenkrieg in Berlin zum Opfer, es sind nur noch wenige ihrer Arbeiten vorhanden. Danach lebte sie bis zum Vorrücken der russischen Armee in Damen in Pommern. Anfang 1945 floh sie über Prag und Bamberg nach Buch am Forst (Oberfranken), wo sie bis 1950 unter schwierigen Umständen als Flüchtling lebte und arbeitete. Von 1950 bis 1951 wohnte sie in Lochham bei München, von 1951 bis 1961 in Wüstenrot bei Heilbronn, von 1961 bis 1963 in Neuenstadt am Kocher und von 1963 bis zu ihrem Tod im Ludwigstift in Stuttgart.

## Einzelausstellung
- Haus Adalbert Rohloff, Berlin: Gertrud Spitta. Gemälde und Dokumente (Juni/August 2016)

## Gruppenausstellungen
- Hamburger Kunstverein: Kollektion der Berliner Impressionisten. September 1912
- Große Berliner Kunstausstellung 1914, 1929, 1930 und 1931
- Verein der Berliner Künstlerinnen – Ausstellung 1926, 1929, 1930, 1934, 1937, 1940, 1941 und 1942
- Kunsthalle Düsseldorf: Die deutsche Malerin und Bildhauerin. März/April 1941, Katalog No. 209
- Galerie Nierendorf ca. 1934 Berlin Frühjahrsausstellung Verein Künstlerinnen zu Berlin
- Galerie von der Heyde Berlin 1938 Dezember Ausstellung Verein der Berliner Künstlerinnen
- 150 Jahre Verein der Berliner Künstlerinnen VdBK in der Camaro Stiftung Berlin, 26. November 2016 bis 24. März 2017
- November 2017 - April 2018 Museum der Havelländischen Malerkolonie Ferch  Figurative Malerei: Bildnisse und Genreszenen
- Schloss Biesdorf Ausstellungen  aktuell 2019 Klasse Damen